# عبدالخالق السامرائی
عبدالخالق السامرائی سیاستمدار عراقی و از اعضای بلندپایه حزب بعث سوسیالیست عراق بود. او که رقیب جدی رهبری عراق در مقابل صدام حسین بود، به اتهام توطئه برای سرنگونی دولت در ۱۹۷۳ میلادی دستگیر و نهایتا به دستور مستقیم صدام حسین در ۱۹۷۹ به شکل فجیعی اعدام شد.